# Akuma
Akuma (betyder "demon" på japanska), känd som Gouki (豪鬼, betyder "stark ande (själ)" på japanska), är en fiktiv karaktär i TV-spelet Street Fighter utvecklat av Capcom. 
Akumas debut var i Super Street Fighter II Turbo som en hemlig karaktär och hemlig boss. Akuma har rött hår och bär ett radband runt nacken och hans gi är svart. På ryggen har han ett japanskt kanji "ten" (天) - som betyder "himmel" eller "sky" och är en symbol för "odödlighet" på japanska. Symbolen representerar också Akumas "himmelska" och transcendentala styrkor. Det är oklart om symbolen är ditmålad eller om den bara lyser upp när Akuma vill, men i spelen lyser symbolen magiskt upp. Efter att man har lyckats att döda motståndaren med en Shun Goku Satsu i spelet lyser symbolen upp på skärmen i bakgrunden men det är oklart om symbolen är ten, 天 (himmel, sky) eller you 夭 (tidig död). 
"Tomomichi Nishimura" är Akumas röst i många spel.
Akumas fightingstil är inspirerad av karate, judo, taekwondo, och koppo.

## Akumas ursprung
I Street Fighter II säger Ryu "You must defeat Sheng Long to stand a chance". "Sheng Long" är kinesiska och betyder "mystical dragon" och är det kinesiska ordet för "Shoryuken" på japanska, som betyder "rising dragon". Men ordet översattes inte till den amerikanska versionen av misstag och många fans trodde att Ryu menade en person och inte en drake.
Skapandet av Akuma inspirerades av speltidningen "Electronic Gaming Monthly" (EGM) som skapade en bluff, där de påstod att Sheng Long (Ken och Ryus förmodade tränare) kunde bli upplåst genom att klara spelet på högsta svårighetsgraden utan att få någon skada alls. På sista banan där man slåss mot M. Bison skulle man undvika att bli skadad och se till så att tiden gick ner till 0, då skulle Sheng Long hoppa fram och döda Bison och då skulle man få slåss mot honom istället.
Sheng Long hade enligt ryktena samma fighting-stil som Ryu men hans attacker var både starkare och snabbare. Detta rykte var ett april-skämt men Capcom varken bekräftade eller dementerade ryktet, vilket gjorde spelet ännu mer populärt. På grund av detta skämt skapade Capcom karaktären "Akuma", till Super Street Fighter 2 Turbo, som låstes upp genom att klara spelet på högsta svårighetsgraden och utan att förlora en enda rond ända upp till M. Bison, då hoppar Akuma fram och dödar Bison med hjälp av "Shun Goku Satsu" och skickar hans själ till helvetet och man får slåss mot Akuma istället, som har samma fighting-stil som Ryu men är snabbare och starkare. Akuma kunde göra alla Ryu- och Kens signaturslag "Hadouken", "Shoryuken" och "Tatsumaki Senpuukyaku" och blev dessutom inte snurrig om han blev slagen av motståndaren med ett visst antal slag, och så kunde Akuma teleportera sig över skärmen med hjälp av sin "Ashura Senkuu"-teknik. Akumas "hadouken" kallas för "Gou Hadouken" och Akuma kan också göra en "hadouken" i luften som kallas "Zankuu Hadouken". Hans "shoryuken" kallas "Gou Shoryuken" och hans "tatsumaki senpuukyaku" heter "Tatsumaki Zankuukyaku".
Akuma har senare kommit att bli något av en antihjälte i Street Fighter.

## Historia
Akuma hade en bror som hette "Gouken" och båda var elever hos mästare "Goutetsu" som lärde ut en livsfarlig kampsport som kallas "Ansatsuken" (betyder ungefär "lönnmördarnäve") som hade en teknik som hette "Shun Goku Satsu".
Hans bror lämnade senare Goutetsu och den farliga kampsporten Ansatsuken. Akuma lovade då att han skulle bemästra Ansatsuken och använda den som det var menat. Akuma lovade att han skulle bemästra alla tekniker inom Ansatsuken.
Akuma tränade hårt och försökte bemästra Shun Goku Satsu-tekniken och han blev efter ett tag mycket starkare genom att omfamna "Satsui no Hadou"-principen (betyder ungefär "mördande intentioner"). Men genom att omfamna denna teknik förlorade Akuma mycket av sin mänsklighet och medkänsla men han ökade sina mördande krafter. Denna omfamning gjorde så att Akuma överskred mänskliga gränser. Akuma lämnade senare Goutetsus vägledning och började träna ensam på en gömd ö. Han tränade dag och natt och pressade sin kropp och psyke till det yttersta för att bli den bästa Ansatsuken-fightern av alla. Han skulle sedan bevisa det genom att utmana och besegra Gouken och Goutetsu.
Efter att ha omfamnat Satsui no Hadou-principen och bemästrat Shun Goku Satsu-tekniken, utmanade Akuma Goutetsu. Akuma lyckades besegra sin mästare genom ett snabbt slag med Shun Goku Satsu. Goutetsu dog, men med en inre glädje. Han insåg att en av hans elever verkligen försökte helt och hållet bemästra Ansatsuken. Akuma gick över till mästarens kropp och tog av honom sitt radband och satte det runt sin nacke. Nästa dag gick Akuma till sin brors dojo och utmanade honom. Goukens dotter Ouju-san, "Little Miss" bevittnade kampen. Akuma och Goukens fight var väldigt jämn och brutal, med Gouken som hade ett litet övertag. Akuma slogs senare ner och han bad Gouken att döda honom men Gouken sa att han aldrig kunde döda sin egen bror. Akuma skrattade åt Gouken och sa att han aldrig skulle kunna bemästra Ansatsuken, sedan fylldes dojon med ett vitt ljus när Akuma använde sin fruktade Shun Gouku Satsu och dödade sin bror. Ken som var på väg till sin mästare Gouken efter att ha vunnit USA:s kampsportsturnering, såg ljuset och sprang in i dojon och hittade sin mästare död och dojon helt förstörd. Goukens dotter Little Miss var också försvunnen (hon försvann och sågs aldrig igen). En rasande Ken sprang ut i skogen för att leta upp mördaren. Han hittade Akuma inte långt därifrån och attackerade honom men Akuma besegrade honom enkelt. Goukens andra elev, Ryu, hade också börjat leta efter Akuma.
Akuma reste runt i världen och letade efter värdiga motståndare att utmana. Oftast gömde han sig i skuggorna och tittade på små turneringar och gatuslagsmål, och letade efter någon värd att utmana. Så småningom blev Akuma utmanad av en man som hette "Gen". Deras fight var mycket brutal och Akuma använde sin Shun Goku Satsu, men Gen lyckades tömma sin själ i tid och överlevde. Akuma började fundera på om detta var den värdiga motståndaren han letade efter. Men sedan började Gen blöda ur munnen och Akuma förstod att allt inte var som det verkade och hans aningar besannades nu. Gen var nämligen mycket sjuk. Gen besegrades och bad Akuma att döda honom, men Akuma gick därifrån vilket förargade Gen.
Ryu hittade senare Akumas ö och utmanade honom. Matchen slutade oavgjord och Akuma blev mycket imponerad av att detta var det närmsta någon kommit att besegra honom. Akuma sade till Ryu att han skulle komma tillbaka när han tagit till sig Satsui no Hadou-principen, sedan slog Akuma sönder ön som föll samman och lämnade Ryu, som funderade över hans ord. Akuma tänkte på alla kampsportsmästare han hade mött och undrade med spänning om han en dag skulle få slåss mot någon som var stark nog att döda honom i en fight. Tanken motiverade honom ännu mer och han hittade en övergiven grotta och tränade och väntade på dagen han skulle få möta Ryu igen.
Två år senare började Akuma leta efter värdiga motståndare igen medan han väntade på att Ryu skulle ta till sig Satsui no Hadou. Akuma kan ha mött och dödat Adon, eftersom han sökte efter Akuma men aldrig hördes av igen. Akuma mötte Gen igen och det är oklart om hur matchen slutade. Men under tiden hade Ryu avvisat Satsui no Hadou-principen och sade att riktiga krigare inte förlitar sig på våldsamma intentioner
Akuma ställde aldrig officiellt upp i Street Fighter 2-turneringen utan han hoppade bara in i M. Bisons arena och gjorde sin Shun Goku Satsu på Bison och skickade hans själ till helvetet.
Akuma ställde heller inte officiellt upp i den tredje Street Fighter-turneringen utan lurade mer i skuggorna och observerade. Han gjorde en Shun Goku Satsu på turneringens sponsor Gill och lämnade utan att veta att han hade återupplivat sig själv. Akuma hade träna obarmhärtigt hårt nu och hade lärt sig nya tekniker och kunde döda sina fiender med ett slag. Hans självlärda teknik kallas Kongou Kokuretsu Zan.
Akuma fortsatte att utveckla sina krafter och slogs senare mot Oro och besegrade honom. Akuma förstörde också ett skepp genom sina nya tekniker som han hade utvecklat.

### Shin Akuma (Shin Gouki)
Shin (真, betyder "Sann" men också "Riktig") (Shin Akuma = Riktig Demon eller Shin Gouki = Riktig Kraftfull Ande (Själ). Symbolen på hans rygg är kami (神), som står för "Gud" pålagd över hito(人), som betyder "person". Symbolerna anspelar på Shin Akumas överjordiska krafter. Han skapades som en hemlig karaktär och boss. Shin Akuma är starkare och snabbare och gör mer skada och kan skjuta två Zankuu Hadoken på en gång. Hans Shun Goku Satsu är snabbare och svårare att undvika och ibland gör den mer skada. Shin Akuma är väldigt lik Akuma men har vitt hår istället och har en lite blekare hy och hans standard gi är ibland lila istället för svart.
Shin Akuma är Akuma när han använder sina krafter helt och hållet jämfört med Akuma som frivilligt håller tillbaka sina krafter för att undvika att matcherna ska sluta för tidigt.

## Övrigt
- Akuma är inte en demon och han är heller inte besatt av en demon. Capcom USA ändrade hans namn till Akuma som betyder demon och är riktigt i en metaforisk mening.
- Akumas moraliska regler skiljer sig från vanliga människors. När Akuma dödade sin bror och sin tränare så gjorde han det enligt krigarens kod, därför kan han inte ses som ond. Krigsfältet skiljer inte mellan fiende och vän.
- Fastän han är vedervärdig och grym slåss Akuma bara för att testa sin egen styrka och sina motståndares. Han slåss alltså bara mot motståndare som kommer att vara en riktigt utmaning för honom. Han slåss aldrig mot ovärdiga motståndare. Han dödar också bara motståndare som är lika bra som han själv, han dödar inte motståndaren om personen är sämre. Akuma börjar sällan ett slagsmål utan han slåss oftast bara mot de som utmanar honom, han är lite av en antihjälte.